# FileZilla
FileZilla Client — це вільна програма, багатоплатформний клієнт FTP з відкритим кодом. Бінарні коди доступні для Windows, Linux і Mac OS X. Підтримує FTP, SFTP та FTPS (FTP через SSL/TLS). На 2017 рік посідає шосту сходинку серед найпопулярніших завантажень всіх часів на SourceForge.net  [Архівовано 22 лютого 2012 у Wayback Machine.].
FileZilla Server — це FTP-сервер, що підтримується тим самим проектом. Він підтримує FTP та FTP через SSL/TLS.
Початковий код FileZilla та файли для завантаження розміщені на SourceForge. Незважаючи на певну схожість назви до Mozilla, FileZilla не має жодного стосунку до Mozilla Project.

## Можливості
- Підтримка FTP, FTP за протоколами SSL/TLS (FTPS) і SSH File Transfer Protocol (SFTP)
- Багатоплатформність. Працює в Windows, Linux, * BSD, OSX та інших операційних системах
- Підтримка IPv6
- Підтримка IDN, включно з нелатинськими доменними зонами (IDN.IDN)
- Багатомовність
- Підтримка приймання та передавання файлів, більших 4GB
- Просунутий менеджер сайтів і черга завантаження
- Підтримка Drag&Drop
- Налаштування обмеження швидкості
- Фільтри імен файлів
- Майстер мережевого налаштування
- Віддалене редагування файлів
- Keep-alive (автоматичне перепідключення після збою з'єднання)
- Підтримка HTTP 1.1, SOCKS5 і FTP-Proxy